# Bernardo Piñango
Bernardo José Piñango Figuera (* 9. Februar 1960 in Caracas) ist ein ehemaliger venezolanischer Boxer im Superbantam- und Bantamgewicht.

## Amateur
Bei den Olympischen Spielen 1980 in Moskau gewann Piñango im Bantamgewicht seine ersten vier Kämpfe gegen Ernesto Alguera (Nicaragua), Veli Koota (Finnland), John Siryakibbe (Uganda) sowie Dumitru Cipere (Rumänien) und erreichte das Finale gegen den Kubaner Juan Bautista Hernández, dem er nach Punkten unterlag. Seine Silbermedaille war die einzige Medaille für Venezuela bei den Olympischen Spielen 1980.

## Profi
Am 1. August 1981 gab er sein Profidebüt und boxte nur unentschieden. Am 4. Juni 1986 wurde er im Bantamgewicht Weltmeister der WBA, als er Benito Badilla durch einstimmige Punktrichterentscheidung schlug. Diesen Gürtel verteidigte er insgesamt dreimal. Im Jahre 1987 legte er den Titel nieder und wechselte ins Superbantamgewicht. 
Ende Februar 1988 boxte er in dieser Gewichtsklasse gegen Julio Gervacio um die WBA-Weltmeisterschaft und gewann durch eine geteilte Punktentscheidung. Allerdings verlor er den Titel bereits in seiner ersten Titelverteidigung Ende Mai desselben Jahres gegen Juan José Estrada nach Punkten.